# Xe trượt lòng máng tại Thế vận hội Mùa đông 2018
Xe trượt lòng máng (bobsleigh) tại Thế vận hội Mùa đông 2018 diễn ra tại Alpensia Sliding Centre, Pyeongchang, Hàn Quốc từ 18 tới 25 tháng 2 năm 2018. Có ba nội dung được tổ chức.

## Vòng loại
Có tổng cộng 170 suất cho các vận động viên thi đấu tại đại hội (130 nam và 40 nữ). Việc xét tư cách tham dự dựa trên bảng xếp hạng thế giới ngày 18 tháng 1 năm 2018.

## Lịch thi đấu
Giờ địa phương là UTC+9.
| Ngày       | Giờ   | Nội dung                  |
| ---------- | ----- | ------------------------- |
| 18 tháng 2 | 20:05 | Hai người nam lượt 1 và 2 |
| 19 tháng 2 | 20:15 | Hai người nam lượt 3 và 4 |
| 20 tháng 2 | 20:50 | Hai người nữ lượt 1 và 2  |
| 21 tháng 2 | 20:40 | Hai người nữ lượt 3 và 4  |
| 24 tháng 2 | 09:30 | Bốn người nam lượt 1 và 2 |
| 25 tháng 2 | 09:30 | Bốn người nam lượt 3 và 4 |

## Huy chương

### Bảng tổng sắp
| Hạng               | Đoàn               | Vàng | Bạc | Đồng | Tổng số |
| ------------------ | ------------------ | ---- | --- | ---- | ------- |
| 1                  | Đức (GER)          | 3    | 1   | 0    | 4       |
| 2                  | Canada (CAN)       | 1    | 0   | 1    | 2       |
| 3                  | Hoa Kỳ (USA)       | 0    | 1   | 0    | 1       |
| 3                  | Hàn Quốc (KOR)     | 0    | 1   | 0    | 1       |
| 5                  | Latvia (LAT)       | 0    | 0   | 1    | 1       |
| Tổng số (5 đơn vị) | Tổng số (5 đơn vị) | 4    | 3   | 2    | 9       |

### Các nội dung
| Nội dung      | Vàng                                                                               | Vàng    | Bạc                                                                          | Bạc             | Đồng                                               | Đồng            |
| ------------- | ---------------------------------------------------------------------------------- | ------- | ---------------------------------------------------------------------------- | --------------- | -------------------------------------------------- | --------------- |
| Hai người nam | Canada (CAN) · Justin Kripps · Alexander Kopacz                                    | 3:16.86 | Không được trao                                                              | Không được trao | Latvia (LAT) · Oskars Melbārdis · Jānis Strenga    | 3:16.91         |
| Hai người nam | Đức (GER) · Francesco Friedrich · Thorsten Margis                                  | 3:16.86 | Không được trao                                                              | Không được trao | Latvia (LAT) · Oskars Melbārdis · Jānis Strenga    | 3:16.91         |
| Bốn người nam | Đức (GER) · Francesco Friedrich · Candy Bauer · Martin Grothkopp · Thorsten Margis | 3:15.85 | Đức (GER) · Nico Walther · Kevin Kuske · Alexander Rödiger · Eric Franke     | 3:16.38         | Không được trao                                    | Không được trao |
| Bốn người nam | Đức (GER) · Francesco Friedrich · Candy Bauer · Martin Grothkopp · Thorsten Margis | 3:15.85 | Hàn Quốc (KOR) · Won Yun-jong · Jun Jung-lin · Seo Young-woo · Kim Dong-hyun | 3:16.38         | Không được trao                                    | Không được trao |
| Hai người nữ  | Đức (GER) · Mariama Jamanka · Lisa Buckwitz                                        | 3:22.45 | Hoa Kỳ (USA) · Elana Meyers Taylor · Lauren Gibbs                            | 3:22.52         | Canada (CAN) · Kaillie Humphries · Phylicia George | 3:22.89         |

## Quốc gia
Có tổng cộng 164 vận động viên từ 22 nước tham dự (số vận động viên ở trong ngoặc). Đây là lần đầu tiên Nigeria giành quyền tham dự Thế vận hội Mùa đông.
- Úc (4)
- Áo (12)
- Bỉ (4)
- Brasil (4)
- Canada (18)
- Trung Quốc (6)
- Croatia (4)
- Cộng hòa Séc (8)
- Pháp (5)
- Đức (18)
- Anh Quốc (10)
- Ý (4)
- Jamaica (2)
- Latvia (8)
- Monaco (2)
- Nigeria (2)
- Vận động viên Olympic từ Nga (10)
- Ba Lan (4)
- România (7)
- Hàn Quốc (6)
- Thụy Sĩ (10)
- Hoa Kỳ (16)